# 9254 Shunkai
A 9254 Shunkai (ideiglenes jelöléssel 2151 T-1) a Naprendszer kisbolygóövében található aszteroida. Cornelis Johannes van Houten, Ingrid van Houten-Groeneveld és Tom Gehrels fedezte fel 1971. március 25-én.